# Mexicaanse Socialistische Partij
De Mexicaanse Socialistische Partij (Spaans: Partido Mexicano Socialista, PMS) was een socialistische politieke partij in Mexico.
De partij werd gesticht in 1987 als samenvoeging van de Verenigde Socialistische Partij van Mexico (PSUM), de Mexicaanse Arbeiderspartij (PMT) en een aantal kleinere socialistische actiegroepen. Dit was de eerste keer dat linkse democratische oppositiepartijen de krachten wisten te bundelen, waar partijleider Heberto Castillo lang naar gestreefd had, om zo een effectief een vuist te kunnen bieden tegen de dominante Institutioneel Revolutionaire Partij (PRI). De PMS definieerde zichzelf als een 'revolutionaire massapartij', die socialistisch, democratisch, patriottisch en anti-imperialistisch was.
Op een congres in november 1987 wees de partij Castillo aan als kandidaat voor de presidentsverkiezingen van 1988, maar die trok zich een maand voor de verkiezingen terug ten gunste van Cuauhtémoc Cárdenas, die een coalitie van linkse partijen leidde. In 1989 ging de partij samen met de aanhangers van Cárdenas op in de nieuw opgerichte Partij van de Democratische Revolutie (PRD).

## Presidentskandidaten
- 1988: Cuauhtémoc Cárdenas

PAN · PRI · PVEM · PT · MC · Morena